# Caspar Sibel

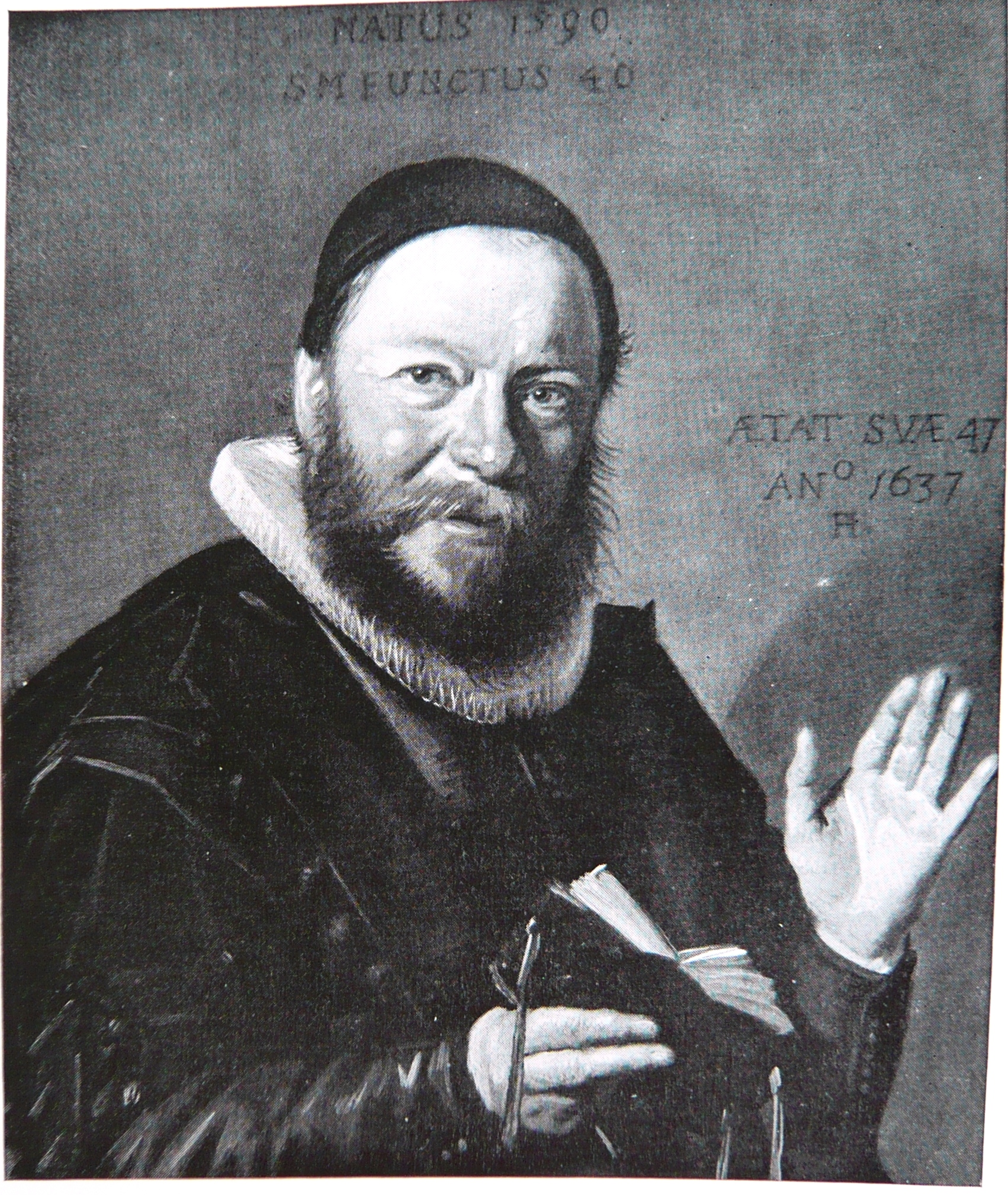
Caspar Sibel, 1637

Caspar Sibel (* 9. Juni 1590 bei Elberfeld (heute zu Wuppertal); † 1. Januar 1658 in Deventer) war ein reformierter Theologe, der sich vor allem durch seine katechetischen und homiletischen Schriften einen Namen machte.

## Leben
Caspar Sibel, Sohn eines Garnbleichers und Leinenhändlers und Enkel des Elberfelder Reformators Peter Lo, schlug wie seine beiden Brüder die geistliche Laufbahn ein.
Seine Vorbildung erhielt er in der Lateinischen Schule zu Elberfeld, die er zu Ostern 1605 verließ, um in die Prima der Hohen Schule zu Herborn einzutreten. Bereits anderthalb Jahre später wurde er zu den akademischen Vorlesungen zugelassen. Hauptlehrer wurde hier der Bibeltheologe Johannes Piscator. Zu Ostern 1608 bezog er die Universität Leiden, wo er sich von seinem Professor Franciscus Gomarus in die reichhaltige Literatur reformierter Theologie einführen ließ. Die Hinterlassenschaft der Mutter gewährte ihm die Mittel, eine ausgesuchte Bibliothek anzulegen. Er profitierte sehr von den Vorlesungen des Jacobus Arminius, der auch das Studium bedeutsamer arianischer, antitrinitarischer und jesuitischer Theologen empfahl. Sibel schloss seine akademischen Studien am 15. Juli 1609 mit einer öffentlichen Verteidigung diverser Thesen zur Prädestinationslehre ab.
Anschließend folgte er einem Ruf der Gemeinden Randerath und Geilenkirchen im Jülichschen als Pastor. Dort erwarb er sich solche Reputation, dass er 1611 als Pastor nach Jülich berufen wurde, wo er sechs Jahre wirkte und von dort aus an dem regen Synodalwesen im Jülichschen Land lebhaften Anteil nahm.
Auf Empfehlung des geldrischen Vogts Friedrich van de Sande übernahm Sibel das Predigeramt im niederländischen Deventer, das damals unter schrecklichen Verheerungen durch die Pest litt. Sibel geriet in heftige Streitereien zwischen Remonstranten, Reformierten, Katholiken, Ubiquitisten, Anabaptisten und andere Sekten, doch ging Sibel erfolgreich daraus hervor, der trotz seines streng orthodox-reformierten Standpunkts ein äußerst umgänglicher Mensch von gewinnendem Wesen gewesen sein soll. In diesem Sinne wirkte Sibel auch als Teilnehmer an der großen ökumenischen Nationalsynode zu Dordrecht der reformierten Kirche.
Sibel wird ein wesentlicher Anteil an dem Aufschwung des höheren Schulwesens in Deventer zugeschrieben, indem er für Berufung tüchtiger Lehrkräfte an das 1619 neu eingerichtete Pädagogium sorgte und auch auf die 1630 erfolgte Gründung eines akademischen Gymnasiums hinwirkte. Als sein größtes Verdienst gilt jedoch seine Teilnahme an der Revision der von der Dordrechter Synode beschlossenen neuen holländischen Bibelübersetzung. Ab dem Jahr 1632 arbeitete er intensiv an der Revision der ihm zugegangenen Teile des Neuen Testamentes.
1648 musste er infolge eines Schlaganfalles um seine Emeritierung einkommen. Bald darauf starb auch seine einzige Tochter, deren Sohn sein Universalerbe wurde.

## Bedeutung
Als Prediger erwarb sich Sibel – durch den Druck seiner Homilien über ganze Bücher der Schrift – über seine eigene Gemeinde hinaus einen bedeutenden Ruf. Sein zuerst 1633 erschienenes Gebetbuch in holländischer Sprache wurde mehrfach aufgelegt. An seinen lateinischen Meditationen über den Heidelberger Katechismus wird die Klarheit des Denkens und die Genauigkeit des Ausdrucks gerühmt.
Zeugnis seiner Persönlichkeit ist seine in lateinischer Sprache geschriebene Selbstbiographie, die auch von allgemein-historischem Wert ist.

## Werke
- Disputatio Logica De Argumentis Dissentaneis, Herbornae Nassoviorum: Christoph Corvinus, 1607 (Digitalisat)